# سگ آوازخوان گینه نو
سگ آوازخوان گینۀ نو یا سگ ارتفاعات گینۀ نو (Canis lupus hallstromi) یک تبار باستانی (اولیه، basal) از سگ‌هاست که در ارتفاعات گینۀ نو، واقع در جزیرۀ گینۀ نو، یافت می‌شود. این سگ زمانی به‌عنوان گونه‌ای جداگانه با نام Canis hallstromi شناخته می‌شد، اما اکنون مشخص شده که ارتباط نزدیکی با دینگوی استرالیایی دارد. این سگ در میان سگ‌سانان نسبتاً غیرمعمول است؛ از معدود گونه‌هایی است که به‌عنوان «بی‌پارس» شناخته می‌شود و به‌خاطر شیوه خاص آوازخوانی‌اش که شبیه به «یدل» است، شهرت دارد و نام آن نیز از همین ویژگی گرفته شده است.